# Dakota
Dakota (izgovorjava: sio|daˈkˣota|, dak|Dakȟóta ali Dakhóta) so pleme ameriških staroselcev v Severni Ameriki. Sestavljajo dve od treh glavnih podkultur ljudstva Sioux ali Suji in so običajno razdeljeni na Vzhodne Dakote in Zahodne Dakote. Tretja skupina so Lakote ali Teton.
Štiri skupine Vzhodnih Dakot so Bdewákaŋthuŋwaŋ, Waȟpéthuŋwaŋ, Waȟpékhute in Sisíthuŋwaŋ in se včasih imenujejo Santee (Isáŋyathi ali Isáŋ-athi; 'nož' + 'tabor', 'prebiva na mestu kremena za nože'), ki prebivajo v vzhodnih Dakotah, osrednji Minnesoti in severni Iowi. Imajo zvezno priznana plemena, ustanovljena na več mestih.
Zahodne Dakote so Yankton in Yanktonai (Iháŋktȟuŋwaŋ in Iháŋktȟuŋwaŋna; "Vas-na-koncu" in "Mala vas-na-koncu"), ki prebivajo na območju zgornjega toka reke Missouri. Yankton-Yanktonai so skupaj znani tudi pod endonimom Wičhíyena ('Tisti, ki govorijo kot moški'). Imajo tudi ločena zvezno priznana plemena. V preteklosti so bile Zahodne Dakote zmotno razvrščene kot Nakota, ki se nahajajo v Montani in čez mejo v Kanadi, kjer so znani kot Stoney.

## Ime
Beseda Dakota pomeni "zaveznik ali prijatelj" v jeziku Dakota, njihovi avtonimi pa vključujejo Ikčé Wičhášta ("indijansko ljudstvo") in Dakhóta Oyáte ("ljudstvo Dakota").

## Etnične skupine
Vzhodne in Zahodne Dakote sta dve od treh skupin, ki pripadajo narodu Sioux (v širšem smislu se imenujejo tudi Dakota), tretja pa so Lakota (Thítȟuŋwaŋ ali Teton). Te tri skupine govorijo narečja, ki so še vedno relativno medsebojno razumljiva. To se imenuje skupni jezik, Dakota-Lakota ali Sioux.
Dakote vključujejo naslednje skupine:
- Santee divizija (Vzhodne Dakote) (Isáŋyathi, kar pomeni "tabor nožev")

- - Mdewakanton (Bdewákhaŋthuŋwaŋ "Vas Duhovnega jezera" ali "ljudje mističnega jezera")

- -     - pomembne osebe: Taoyateduta

- - Sisseton (Sisíthuŋwaŋ, kar se prevaja kot "Vas močvirja/jezera/ribjih lusk" ali "Prebivalci močvirij")

- - Wahpekute (Waȟpékhute, "Strelci med drevesi")

- -     - pomembne osebe: Inkpaduta

- - Wahpeton (Waȟpéthuŋwaŋ, "Vas listov")

- Yankton-Yanktonai divizija (Zahodne Dakote) (Wičhíyena)

- - Yankton (Iháŋkthuŋwaŋ, "Končna vas")

- - Yanktonai (Iháŋkthuŋwaŋna, "Mala končna vas")

- -     - Zgornji Yanktonai

- -     - Húŋkpathina ali Spodnji Yanktonai

## Jezik
Jezik Dakota je jezik Sioux iz doline reke Mississippi, ki pripada večji družini jezikov Siouan-Catawban. Je tesno povezan in medsebojno razumljiv z jezikom Lakota in oba sta tudi bolj oddaljeno povezana z jezikoma Stoney in Assiniboine. Dakota je napisana v latinični pisavi in ima slovar ter slovnico.
1. Vzhodna Dakota (znana tudi kot Santee-Sisseton ali Dakhóta)

1. - Santee (Isáŋyathi: Bdewákhathuŋwaŋ, Waȟpékhute)

1. - Sisseton (Sisíthuŋwaŋ, Waȟpéthuŋwaŋ)

1. Zahodna Dakota (ali Yankton-Yanktonai ali Dakȟóta)

1. - Yankton (Iháŋktȟuŋwaŋ)

1. - Yanktonai (Iháŋktȟuŋwaŋna)

1. -     - Zgornji Yanktonai (Wičhíyena)

## Zgodovina
Pred 17. stoletjem so Santee Dakota (Isáŋyathi; "Nož", znani tudi kot Vzhodna Dakota) živeli okoli Gornjega jezera z ozemlji v današnji severni Minnesoti in Wisconsinu. Nabirali so divji riž, lovili gozdne živali in uporabljali kanuje za ribolov. Vojne z Ojibweji v 18. stoletju so Dakote potisnile v južno Minnesoto, kjer so prebivali Zahodne Dakote (Yankton, Yanktonai) in Teton (Lakota). V 19. stoletju so Dakote podpisale pogodbe z Združenimi državami, s čimer so odstopile velik del svoje zemlje v Minnesoti. Neizpolnjevanje pogodbenih plačil s strani Združenih držav in nizke zaloge hrane so privedle do vojne Dakota leta 1862, kar je povzročilo izgon Dakot iz Minnesote v številne rezervate v Nebraski, Severni in Južni Dakoti ter Kanadi. Po letu 1870 so se Dakote začele vračati v Minnesoto in ustvarile današnje rezervate v državi.
Yankton in Yanktonai Dakota (Iháŋktȟuŋwaŋ in Iháŋktȟuŋwaŋna; "Vas-na-koncu" in "Mala vas-na-koncu"), skupaj imenovana tudi z endonimom Wičhíyena, so prebivali na območju reke Minnesota, preden so leta 1858 odstopili svojo zemljo in se preselili v Južno Dakoto. Kljub odstopu svojih zemljišč jim je pogodba z vlado ZDA omogočala, da so ohranili svojo tradicionalno vlogo v Očhéthi Šakówiŋ kot skrbniki kamnoloma Pipestone, ki je kulturno središče ljudstva Sioux. Veljajo za Zahodne Dakote (imenovano tudi srednji Sioux) in so bili v preteklosti napačno razvrščeni kot Nakota. Dejanski Nakota so Assiniboine in Nakoda (Stoney) iz Zahodne Kanade in Montane.

### Santee (Isáŋyathi ali Vzhodna Dakota)
Migracije ljudstva Ojibwe z vzhoda v 17. in 18. stoletju, ki so bili oboroženi z mušketami, ki so jih dobavljali Francozi in Britanci, so Dakote potisnile globlje v Minnesoto ter proti zahodu in jugu. ZDA so ime "Dakota Territory" dale severnemu območju zahodno od reke Mississippi in do njenih izvirov.
Po vojni Dakota leta 1862 je zvezna vlada izgnala Santeeje (med katerimi so bili tudi Mdewakantoni) iz Minnesote. Mnogi so bili poslani v indijanski rezervat Crow Creek vzhodno od reke Missouri v današnji Južni Dakoti. Leta 1864 so bili nekateri iz rezervata Crow Creek poslani v St. Louis in nato potovali z ladjo po reki Missouri, nazadnje v rezervat Santee Sioux.
V 21. stoletju večina Santeejev živi v rezervatih in na rezervnih območjih, mnogi pa v manjših in večjih mestih v Minnesoti, Nebraski, Južni Dakoti, Severni Dakoti in Kanadi. V mesta so se preselili zaradi večjih zaposlitvenih možnosti in boljših življenjskih pogojev.

### Iháŋkthuŋwaŋ-Iháŋkthuŋwaŋna (Yankton-Yanktonai ali Zahodna Dakota)
Divizije Iháŋkthuŋwaŋ-Iháŋkthuŋwaŋna, znane tudi po angliciziranem zapisu Yankton (Iháŋkthuŋwaŋ: "Konec vasi") in Yanktonai (Iháŋkthuŋwaŋna: "Mala konec vasi"), sestavljajo dve skupini ali dva od sedmih svetnih ognjev. Po besedah Nasunatanke in Matononpe iz leta 1880 so Yanktonai razdeljeni v dve podskupini, znani kot Zgornji Yanktonai in Spodnji Yanktonai (Húŋkpathina).
Ukvarjali so se z izkopavanjem pipestonea (kamen za izdelavo pip). Yankton-Yanktonai so se preselili v severno Minnesoto. V 18. stoletju so bili zabeleženi kot prebivalci v regiji Mankato (Maka To – Zemlja modra/Modra zemlja) v jugozahodni Minnesoti ob reki Blue Earth.
Večina Yanktonov živi na indijanskem rezervatu Yankton v jugovzhodni Južni Dakoti. Nekateri Yanktoni živijo na indijanskem rezervatu Lower Brule in rezervatu Crow Creek, ki ga prav tako zasedajo Spodnji Yanktonai. Zgornji Yanktonai živijo v severnem delu rezervata Standing Rock Sioux in na rezervatu Spirit Lake, na območjih v osrednji Severni Dakoti. Drugi živijo v vzhodni polovici indijanskega rezervata Fort Peck v severovzhodni Montani. Poleg tega prebivajo v več kanadskih rezervatih, vključno z Birdtail (prej Birdtail Sioux First Nation), Oak Lake (prej Canupawakpa Dakota First Nation) in Whitecap (prej Moose Woods).

## Kultura in način življenja
Vzhodni Dakota
Kulturno so bili zahodni Dakota podobni Algonkinom in so tako spadali bolj v kulturno območje severovzhodnega gozdnatega območja kot v kulturo prerij. Njihov lovni plen so bili jeleni, srne in mala divjad, pa tudi bizoni. Ukvarjali so se z ribolovom s sulicami in velikimi mrežami ter poleg fižola, buč in tobaka gojili tudi koruzo. Iz javorjevega sirupa so pridobivali sladkor in želi divji riž. Javorjev sirup so pridobivali z zarezovanjem v drevesa, zbrani sok pa so kuhali tako dolgo, dokler ni nastala gosta, zelo sladka, rjava tekočina, ki so jo uporabljali za sladkanje hrane. Divji riž je rasel predvsem na območju Velikih jezer. Podolgovata temna zrna, ki so dozorela pozno poleti, so želi iz čolnov. Stebla so upognili v čoln in riževa zrna so s palicami izmlatili iz klasov. Pri tem je padlo dovolj zrn tudi v vodo, da so tako poskrbeli za seme za naslednje leto. Spomladi in poleti so živeli v stalnih naseljih, ki so bila sestavljena iz pravokotnih hiš iz lubja z dvokapnimi strehami. Pri lovu so raje uporabljali tipi, pa tudi vigvam algonkinskih plemen.
Zahodni Dakota
Yankton
Ko so Yanktoni na svojem prisilnem pohodu proti zahodu dosegli svoje plemensko ozemlje v preriji v današnji južni  Dakoti, severozahodni iowi in jugozahodni Minnesoti ter severno od reke Misuri, so prešli iz gozdne v prerijsko kulturo, vendar so živeli v stalnih vaseh ob rekah in se poleg lova v manjšem obsegu ukvarjali tudi s kmetijstvom. Tam so živeli v zemljankah, ki so nudile boljšo zaščito v mrzlih zimah, a so ostale hladne tudi v vročih poletnih mesecih. V bistvu pa so bili odvisni od ogromnih bizonskih čred, ki so jim zagotavljale hrano in surovine za skoraj vse potrebe vsakdanjega življenja. Preden so prvi španski konji z juga dosegli travnike, so se prerijska plemena peš selila kot nomadi po Velikih ravnicah. Živeli so v majhnih, prenosnih tipijih iz treh ali štirih palic, prekritih z zašitimi bizonskimi kožami. Vse njihovo imetje je bilo naloženo na te palice in vlečeno s psi. Ta naprava se je imenovala travois. Po uporu v Pueblu leta 1680 so mnogi španski naseljenci pobegnili v Mehiko, pustili so za seboj konje, ki so s trgovino ali krajo prišli do plemen na prerijah na severu. V samo 75 letih je konj, ki so ga Indijanci imenovali Veliki pes, spremenil življenje in kulturo na Velikih ravnicah. Konji so omogočili prevoz daljših palic in s tem večjih tipijev. Indijanci so se lahko hitreje premikali od kraja do kraja in lovili več bizonov. Dobili so več mesa za hrano in kože za oblačila in tipije. Te ugodnejše življenjske razmere so povzročile tudi večjo rast prebivalstva.
Po uvedbi strelnega orožja v 18. stoletju so prerijska plemena razvila kompleksno, ritualizirano obliko vojskovanja, pri kateri je bilo zgolj dotikanje nasprotnika cenjeno višje kot ubijanje in [kalpiranje. To dotikanje sovražnika v boju se je imenovalo Counting Coup in slavni poglavar Absaroke plemena se je imenoval Plenty Coups (Veliko Coupov).
Na ozemlju Yanktonov v jugozahodni Minnesoti, na Coteau des Prairies, se nahaja sveti kamnolom pip, območje, veliko več kot en kvadratni kilometer, ki je bilo pri Indijancih od nekdaj veljalo za mirovno cono. Tam najdeni rdečkasto obarvani mineral, aluminijev silikat, je dobil ime Katlinit po slikarju Georgeu Catlinu, ki je kraj prvi opisal kot belopolti človek in dal preiskati kamen. Mehki material je odličen za rezbarjenje glav pip in se strdi šele po daljšem stiku z zrakom. Okoli kamnoloma so se oblikovali miti, ki pripovedujejo, da je kamen dobil svojo barvo zaradi indijanske krvi. Danes se na tem mestu nahaja Pipestone National Monument.
Yanktonai 
Yanktonai so se zaradi stalnega pritiska Anishinabejev preselili proti jugu in zahodu ter se naselili na svojem kasnejšem plemenskem ozemlju v današnji Severni in Južni Dakoti. Yanktonai so živeli ob rekah v stalnih vaseh in so pretežno gojili koruzo, fižol in buče. Svežo zelenjavo so jedli surovo ali kuhano, ali pa so jo posušili in shranili za kasnejšo uporabo. Lovili so jelene, medvede, lose, antilope in manjšo divjad, vendar so bili v bistvu odvisni od ogromnih čred bizonov, ki so jim zagotavljale hrano in surovine za skoraj vse potrebe vsakdanjega življenja. Njihovo lovsko orožje so bili loki in puščice, ki si jih je vsak lovec izdelal sam in jih prilagodil svoji velikosti. Puščice so bile označene, kar je služilo za identifikacijo strelca. Bizonskega mesa seveda niso mogli pojesti vsega takoj, zato so ga delno posušili in tako konzervirali. Posušeno meso so zmleli v možnarjih, ga zmešali s prav tako posušenimi divjimi jagodami in zelišči ter ga z raztopljeno maščobo povezali v trdno maso. Ta okusna trajna hrana se je imenovala pemikan in je bila znana v velikih delih Severne Amerike.
Yanktonai so dokazano prebivali v zemljankah, ki so nudile boljšo zaščito v mrzlih zimah, vendar so ostale hladne tudi v vročih poletnih mesecih. Pri lovu so uporabljali tipi, ki so jih prevažali na travoisih, ki so jih vlekli konji. Iz bivoljih kož so ženske Yanktonai izdelovale oblačila, mokasine, torbe, vreče in prevleke za tipije. Oblačila in mokasine so bile okrašene z biseri in majhnimi kostmi. Mokasini Yanktonai so bili znani po svojih trdnih, trdih podplatih, s katerimi so lažje hodili po grobem, neravnem terenu. Za potovanja po rekah so Yanktonai uporabljali bullboate, okrogle lahke čolne, ki so bili sestavljeni iz okvirja iz vrbovih vej in čez napete bivolje kože.
Avtentične informacije o Indijancih Velikih planjav prihajajo šele iz zapisov Lewisa in Clarka z njune odprave od 1804 do 1806 na zahodno obalo in nazaj, ki jih je v 1830-ih letih dopolnil George Catlin s slikami in dodatnimi poročili. Etnografsko najnatančnejši material je zasluga princa Maksimilijana zu Wieda, ki je skupaj s švicarskim slikarjem Karlom Bodmerjem živel med Indijanci planjav v letih 1834 in 1835. Dobri človeški odnosi z domorodci so jima omogočili, da sta ustvarila dragoceno in temeljno delo za znanost. Bodmer je na primer s tega potovanja prinesel približno 500 akvarelov in risb s svinčnikom.